# Ramos Arizpe
Ramos Arizpe är en kommunhuvudort i Mexiko.   Den ligger i kommunen Ramos Arizpe och delstaten Coahuila, i den centrala delen av landet, 700 km norr om huvudstaden Mexico City. Ramos Arizpe ligger 1 413 meter över havet och antalet invånare är 38 258.
Terrängen runt Ramos Arizpe är platt åt sydost, men åt nordväst är den kuperad. Runt Ramos Arizpe är det glesbefolkat, med 9 invånare per kvadratkilometer. Närmaste större samhälle är Saltillo, 14,1 km söder om Ramos Arizpe. Omgivningarna runt Ramos Arizpe är i huvudsak ett öppet busklandskap.